# 박재승
박재승(朴在昇, 1923년 4월 1일~2015년 3월 12일)은 대한민국의 축구 선수로, 1954년 스위스 월드컵 본선에 미드필터(DF)로  참가했다. 2015년 3월 경기도 고양에서 사망했다. 